# Démoret
Démoret – miejscowość i gmina (commune) w zachodniej Szwajcarii, w kantonie Vaud, w okręgu (district) Jura-Nord vaudois.  

## Demografia
W Démoret mieszkają 164 osoby. W 2021 roku 3,7% populacji gminy stanowiły osoby urodzone poza Szwajcarią.